# St Mary in the Marsh
St Mary in the Marsh är en ort och civil parish i grevskapet Kent i sydöstra England. Orten ligger i distriktet Folkestone and Hythe på Romney Marsh, cirka 11,5 kilometer sydväst om Hythe och cirka 3,5 kilometer norr om New Romney. Civil parishen hade 2 899 invånare vid folkräkningen år 2021.
I civil parishen ligger även orten St Mary's Bay.